# Aroa eugonia
Aroa eugonia är en fjärilsart som beskrevs av Collenette 1953. Aroa eugonia ingår i släktet Aroa och familjen tofsspinnare. Inga underarter finns listade i Catalogue of Life.